# 2675 Tolkien
2675 Tolkien este un asteroid din centura principală, descoperit pe 14 aprilie 1982 de Martin Watt.